# Perdix
Perdix là tên một chi gà so trong thuộc phân họ Gà so (Perdicinae) gồm phần lớn các loại chim phân bố tại châu Âu và châu Á, và một số loài phân bố tại Mỹ và Canada.

## Các loài
- Perdix perdix
- Perdix dauurica
- Perdix hodgsoniae